# Cable (jednostka osadnicza w Wisconsin)
Cable – jednostka osadnicza w Stanach Zjednoczonych, w stanie Wisconsin, w hrabstwie Bayfield.